# Antonio Zanini
Antonio Zanini Sans (9 de febrero de 1948 en Barcelona, España) es un piloto de rally. Actualmente está retirado aunque sigue compitiendo en pruebas ocasionalmente. También conocido como el "Marqués de Viladrau", fue campeón de Europa de rally en 1980 con Porsche y ganó nueve veces el Campeonato de España de Rally entre 1974 y 1984 con cinco vehículos diferentes. Es, junto con el cántabro Jesús Puras (8 veces), y el alicantino Miguel Fuster (6 veces), el piloto que más veces ha ganado este campeonato. Actualmente es patrono de la Fundación del RACE (Real Automóvil Club de España) colabora con los programas deportivos del RACC y además apoya a pilotos jóvenes. Ingresó en 2007 en la Real Orden del Mérito Deportivo.

## Trayectoria
Los comienzos de Zanini en el mundo del motor fueron en 1965, participando en carreras de enduro y motocross pero cuatro años más tarde se cambia al automovilismo, donde sus primeras experiencias fueron como copiloto de: Miguel Casas, Hansi Bäbler y Miguel Espinet, en vehículos como un Seat 600D o un Steyr-Puch.

### Rallyes
Su debut como piloto sería en 1970 en una carrera celebrada en un circuito urbano de Granollers (Barcelona) con un Renault 8 TS cedido por Jorge Bäbler. Al año siguiente finaliza 5.º en el campeonato catalán y el desafío Simca y realiza varias pruebas de España como Rally Costa Brava o el Criterium Luis de Baviera.
En 1972 adquiere un SEAT 1430 (Grupo 2) cedido por Seat Madrid para participar en el Rally 2000 Viratges, donde gana. De esta manera se convierte en piloto oficial de SEAT en el Campeonato de España de Rallyes. En 1973 termina segundo en el campeonato y se estrena en una prueba fuera de España el Rally Bayona-Costa Vasca finalizando en sexta posición.
En 1974 gana su primer Campeonato de España, con tres victorias. Repetiría título en 1975, 1976, 1977 y 1978 siempre con SEAT.
Gracias a los buenos resultados obtenidos logró el apoyo para competir fuera de España logrando así terminar 9.º en el Campeonato de Europa en 1975. Al año siguiente finaliza segundo con un SEAT 124-1850 de 195cv con Juan Petisco como copiloto.
En 1977 finaliza 13.º en el europeo, pero finaliza 3.º en el Rally de Montecarlo (el primer podio de un español en el Campeonato del Mundo de Rally y el mejor resultado hasta la llegada de Carlos Sainz en 1990) y segundo en el Rally de Polonia.

### Campeón de Europa
En 1979 lograría de nuevo el subcampeonato de Europa, esta vez con un 131 Abarth. Al año siguiente consigue el título europeo esta vez con un Porsche 911 SC, con el que gana también el Campeonato de España. Tras estos resultados Talbot lo ficha para el Campeonato de España con el que consigue el título en 1982 y el Campeonato Internacional de Rallyes en 1983, corriendo con un Talbot Horizon y un Sunbeam Lotus. En 1984 compite con un Ferrari 308 GTB consiguiendo su octavo y último Campeonato de España de asfalto y el Campeonato de España sobre tierra con un Talbot Samba Proto en el equipo Peugeot.
En 1985 sería la última temporada con el equipo Peugeot-Talbot, con el que pudo competir con un Peugeot 205T16, en el que sufrió tres accidentes para finalmente marcharse al equipo Ford RACE-Malboro. Con Ford finalizó cuarto en el campeonato de asfalto y logró su última victoria en un rally: el Rally Islas Canarias de 1986.
A partir de entonces pasó a dedicarse a los rallyes de tierra hasta 1992 con diferentes vehículos de Citroën y ocasionalmente un Porsche de su propia creación, y a los raids llegando a correr incluso el Dakar en 1994 con un camión.

### Retiro
Siguió su actividad en el automovilismo como preparador logrando diferentes títulos: dos Campeonatos de España de Históricos (1995 y 1996), un Campeonato de España de Grupo N (1997), así como coordinador deportivo de los equipos Mitsubishi-Valencia en el mundial de grupo N y el Valencia Terra y Mar, vencedor con Luis Climent del FIA Teams Cup de 1999. También apoyó a jóvenes promesas del automovilismo como Dani Solá, ganador del Mundial Junior en 2002, o Xevi Pons, dentro del programa de formación del RACC.
En la actualidad compite en algunas pruebas esporádicas como el Rally Costa Brava Histórico en 2005, logrando la victoria, y 2007, así como pruebas de la Copa FIA de Energías Alternativas: el ECO Rallye Vasco Navarro. o como coche 0 en el Rally de Asturias Histórico en 2014.

## Palmarés

### Títulos
| Año  | Vehículo             | Título                                  |
| ---- | -------------------- | --------------------------------------- |
| 1974 | Seat 1430/1800       | Campeonato de España de Rally           |
| 1975 | Seat 1430/1800       | Campeonato de España de Rally           |
| 1976 | Seat 1430/1800       | Campeonato de España de Rally           |
| 1977 | Seat 124/1800        | Campeonato de España de Rally           |
| 1978 | Fiat 131 Abarth      | Campeonato de España de Rally           |
| 1980 | Porsche 911 SC       | Campeonato de España de Rally           |
| 1980 | Porsche 911 SC       | Campeonato de Europa de Rally           |
| 1982 | Talbot Sunbeam Lotus | Campeonato de España de Rally           |
| 1983 | Talbot Sunbeam Lotus | Campeonato Internacional de Rallyes     |
| 1984 | Ferrari 308 GTB      | Campeonato de España de Rally           |
| 1984 | Talbot Samba         | Campeonato de España de Rally de Tierra |

### Resultados en el Campeonato del Mundo
| Año  | Equipo | Vehículo       | 1      | 2   | 3     | 4   | 5   | 6   | 7   | 8   | 9   | 10  | 11  | 12  | Pos. | Puntos |
| ---- | ------ | -------------- | ------ | --- | ----- | --- | --- | --- | --- | --- | --- | --- | --- | --- | ---- | ------ |
| 1976 | SEAT   | SEAT 1430/1800 | MON 12 | SWE | POR   | SAF | GRE | MAR | FIN | SRE | COR | GBR |     |     | -    | 0      |
| 1977 | SEAT   | SEAT 124/1840  | MON 3  | SWE | POR   | SAF | NZL | GRE | FIN | CAN | SRE | COR | GBR |     | -    | 0      |
| 1983 | Talbot | Sunbeam Lotus  | MON    | SWE | POR 6 | SAF | COR | GRE | NZL | ARG | FIN | SRE | CDM | GBR | 28.º | 6      |

### Resultados en el Campeonato de Europa
| Año  | Equipo                                | Vehículo             | 1       | 2       | 3       | 4       | 5       | 6     | Pos. | Puntos |
| ---- | ------------------------------------- | -------------------- | ------- | ------- | ------- | ------- | ------- | ----- | ---- | ------ |
| 1975 | SEAT                                  | SEAT 1430-1800       | ESP 3   | ESP Ret | ESP 1   |         |         |       | 9.º  | 116    |
| 1976 | SEAT                                  | Seat 1430-1800       | CAL Ret | YPR 4   | POL 2   | CHI 2   | ESP 3   | CBR 1 | 2.º  | 288    |
| 1977 | SEAT                                  | Seat 124-1800        | YPR 5   | POL 2   | CHI Ret |         |         |       | 13.º | ?      |
| 1978 | Fiat                                  | Fiat 131 Abarth      | POL 1   | RAC Ret |         |         |         |       | 10.º | 125    |
| 1979 | Fiat                                  | Fiat 131 Abarth      | BUL 1   |         |         |         |         |       | 2.º  | 301    |
| 1980 | Porsche Almeràs Diabolique Motorsport | Porsche 911 SC       | BUL 1   | POL 1   | HAL 1   | POR 1   |         |       | 1.º  | 456    |
| 1982 | Talbot España                         | Talbot Sunbeam Lotus | HUN 5   |         |         |         |         |       | 10.º | 147    |
| 1983 | Talbot                                | Talbot Sunbeam Lotus | CBR 2   | SOL Ret | BUL 1   | EHA Ret | PDA Ret |       | 3.º  | 175    |

### Resultados en el Campeonato de España de Rally
| Año  | Equipo                     | Vehículo                | 1       | 2       | 3       | 4       | 5       | 6       | 7       | 8       | 9     | 10      | 11      | 12      | 13      | 14      | 15      | 16    | 17  | 18    | 19      | 20    | 21    | 22  | 23  | 24  | 25  | 26    | 27  | 28  | Pos. | Puntos |
| ---- | -------------------------- | ----------------------- | ------- | ------- | ------- | ------- | ------- | ------- | ------- | ------- | ----- | ------- | ------- | ------- | ------- | ------- | ------- | ----- | --- | ----- | ------- | ----- | ----- | --- | --- | --- | --- | ----- | --- | --- | ---- | ------ |
| 1970 |                            | SEAT 1430               | CBR     | FLL     | VCN     | CLB     | PIK     | 500     | OUR     | RBX     | CDO   | RES     | 2VI ?   | BAN     | FIR     | CDS     |         |       |     |       |         |       |       |     |     |     |     |       |     |     |      |        |
| 1971 | Escudería Condal/AutoSport | Simca Rally             | FLL     | CBR     | VCN     | CGU     | CLB     | GIJ     | 500     | RIO     | OUR   | CID     | RBX     | BOS     | CDO     | SHE     | RES     | FIR   | BAN | 2VI   | CDS     |       |       |     |     |     |     |       |     |     |      |        |
| 1972 | Seat                       | Simca Rally             | FLL     | CBR     | LAN     | VCN     | GUI     | FIR     | CAV     | BEB     | CLB 5 | 500     | RIO     | RBX 8   | BOS     | OVI     | SHE     | AER   | RAC |       |         |       |       |     |     |     |     |       |     |     |      |        |
| 1972 | Seat                       | SEAT 1430               |         |         |         |         |         |         |         |         |       |         |         |         |         |         |         |       |     | 2VI 1 | BAN Ret | VEA   | CDS   |     |     |     |     |       |     |     |      |        |
| 1973 | SEAT                       | SEAT 1430 1800          | RCB     | RVN 4   | FAL Ret | CMG     | FIR 2   | RBE     | 500 Ret | CLB 2   | CDR 2 | CAN     | RBX     | SHE Ret | ESP 5   | 2VI 2   | CAT Ret | CDS   |     |       |         |       |       |     |     |     |     |       |     |     | 2.º  | 409.8  |
| 1974 | SEAT                       | Seat 1430-1800          | RCB Ret | RVN 2   | FAL 3   | CMG     | FIR Ret | CLB 5   | 500 5   | CDR Ret | OUR 2 | CAN 1   | CDO 3   | ESP 1   | 2VI 1   | CAT Ret | CDS 2   |       |     |       |         |       |       |     |     |     |     |       |     |     | 1.º  | 487,6  |
| 1975 | SEAT                       | Seat 1430-1800          | COS 2   | FAL     | CMG 1   | FIR Ret | VCN DES | CLB     | OUR     | CAN     | OVI 1 | SHE 1   | FER 4   | ESP 1   | VIR DES | CAT 1   | CDS     |       |     |       |         |       |       |     |     |     |     |       |     |     | 1.º  | 410,4  |
| 1976 | SEAT                       | SEAT 1430-1800          | COS 1   | VCN     | CMG 1   | FIR 1   | FAL Ret | 500     | CLB     | CRI     | OUR   | CAN     | FER     | ESP 2   | VIR     | CAT Ret | CDS     |       |     |       |         |       |       |     |     |     |     |       |     |     | 1.º  | 509,8  |
| 1977 | SEAT                       | Seat 124D Especial 1800 | MAS     | COS Ret | VCN     | CMG Ret | FAL 2   | FIR Ret | 500 1   | CLB     | CRI   | OUR     | FER     | ESP Ret | VIR 1   | CAT 1   | CDS     |       |     |       |         |       |       |     |     |     |     |       |     |     | 1.º  |        |
| 1978 | SEAT Competición           | Fiat 131 Abarth         | COB 1   | VCN     | CMG 1   | MAS 1   | FAL     | 500     | CLB 1   | CLR     | OUR   | FER     | ESP     | 2VI     | CAT 1   | SOL     |         |       |     |       |         |       |       |     |     |     |     |       |     |     | 1.º  |        |
| 1979 | SEAT Competición           | Fiat 131 Abarth         | VCN     | COB 1   | MAS     | CMG     | FAL     | FIR     | 500     | CLB     | CLR   | OUR     | FER     | SAC     | RBX     | MAN     | PDA     | ECI   | IDT | ESP 2 | 2VI     | CAT   | SHA   |     |     |     |     |       |     |     | 14.º |        |
| 1980 | Porsche Almeràs            | Porsche 911 SC          | COB 1   | VCN     | CMG 1   | SAC     | 500     | MAS     | CLB     | SMO     | OUR   | RIO     | CS      | FAL     | RIA     | FER     | MAN     | PDA   | TEN | ECI   | ESP 1   | VIR   | CAT 1 | SHA |     |     |     |       |     |     | 1.º  |        |
| 1981 | Talbot                     | Talbot Horizon          | CBR     | GUI 5   |         | MAS     |         |         |         |         |       | RIO Ret | PDA Ret | ECI     | IDT Ret |         |         |       |     |       |         |       |       |     |     |     |     |       |     |     | 4.º  | 210    |
| 1981 |                            | Porsche 911 SC          |         |         | RAC Ret |         |         |         |         |         |       |         |         |         |         |         |         |       |     |       |         |       |       |     |     |     |     |       |     |     | 4.º  | 210    |
| 1981 |                            | Talbot Sunbeam Lotus    |         |         |         |         | RCS 2   | FLL Ret | CLB 2   | SMO     | OUR 2 |         |         |         |         | SAC 1   | CAT Ret | SHA   |     |       |         |       |       |     |     |     |     |       |     |     | 4.º  | 210    |
| 1982 | Automobiles Talbot         | Talbot Sunbeam Lotus    | CBR Ret | VSN     | RAC 2   | CMG 1   | GNH 1   | TLV     | SRM     | CSC     | MSP   | FLL 1   | MLG 2   | CLB     | VAR     | VLL     | ORN     | RCS 2 | CLR | RBX   | SNA     | PRA 1 | CNR 2 | TNF | 5NA | SVM | 2VR | CTL 1 | MAD | CDS | 1.º  | 11940  |
| 1983 | Automobiles Talbot         | Talbot Sunbeam Lotus    | COB 1   | RAC Ret | FAL     | CMG     | SMO     | VCN     | CLB     | OUR     | LLA   | GIB     | RIO     | SAG     | PDA Ret | IDT     | ECI 2   | CAT 3 | CTO | GIR   | SHA     |       |       |     |     |     |     |       |     |     |      |        |
| 1984 | Serena Ferrari             | Ferrari 308 GTB         | COS     | RAC 1   | CMG 1   | SMO 1   | CLB 1   | LLA     | SAG 1   | PDA Ret |       | CAT Ret | VCN 1   | GIR     |         |         |         |       |     |       |         |       |       |     |     |     |     |       |     |     | 1.º  |        |
| 1984 |                            | Talbot Samba Rallye     |         |         |         |         |         |         |         |         | ECI 5 |         |         |         |         |         |         |       |     |       |         |       |       |     |     |     |     |       |     |     | 1.º  |        |
| 1985 | Peugeot Sport España       | Peugeot 205 T16         | CBR Ret | COB 3   | GIR Ret | SMO     | VCN     | LLA     |         |         |       |         |         |         |         |         |         |       |     |       |         |       |       |     |     |     |     |       |     |     |      |        |
| 1985 |                            | Ferrari 308 GTB         |         |         |         |         |         |         | ECO 6   | CST     | PDA   | SFR     | CAT     | VAL     |         |         |         |       |     |       |         |       |       |     |     |     |     |       |     |     |      |        |
| 1986 | Ford RACE-Malboro          | Ford RS200              | CBR Ret | COB Ret | PAL     | SMO 2   | LLA 4   | CAN 1   | ECO 2   | PDA 3   | SFR 2 | CAT Ret | VAL Ret |         |         |         |         |       |     |       |         |       |       |     |     |     |     |       |     |     | 4.º  | 985    |

### Resultados en el Campeonato de España de Rally de Tierra
| Año  | Equipo | Vehículo            | 1     | 2     | 3     | 4     | 5       | 6       | 7     | Pos. | Puntos |
| ---- | ------ | ------------------- | ----- | ----- | ----- | ----- | ------- | ------- | ----- | ---- | ------ |
| 1984 |        | Talbot Samba Rallye | SEV 1 | LEO 1 | LUG 2 | CAS 1 | ARA Ret | CAT Ret | MAD 2 | 1.º  | 148    |